# Karl Sulzbach
Karl Sulzbach (* 31. Januar 1859 in Frankfurt am Main; † 25. Oktober 1931 ebenda) war ein deutscher Bankier und Mäzen.

## Leben
Karl Sulzbach wurde als jüngster Sohn des Frankfurter Bankiers Rudolf Sulzbach in dessen Ehefrau Theodora Brass 1859 in Frankfurt am Main geboren. Nach dem Studium und der Promotion trat er in das Bankhaus Gebrüder Sulzbach in Frankfurt am Main ein. Nach dem Rückzug seines Bruders Emil Sulzbach aus der elterlichen Bank und dem Tod seines Vaters Anfang 1904 führte er die Bank zunächst als alleiniger Gesellschafter.
Zum 1. Januar 1920 wurde Rechtsanwalt Heinrich Kirchholtes, der die Tochter von Karl Sulzbach geheiratet hatte, neuer Teilhaber des Bankhauses. 1922 trat auch sein Sohn Walter in das Bankhaus ein.
1912 gründete Karl Sulzbach die Dr.-Karl-Sulzbach-Stiftung, die geisteswissenschaftliche Lehrstühle an der in Gründung befindlichen Universität Frankfurt unterstützte. Diese Stiftung wurde 1940 in die Frankfurter Hochschulstiftung integriert.
Karl Sulzbach war verheiratet. Aus der Ehe ging eine Tochter und der Sohn Walter Sulzbach hervor. Karl Sulzbach starb im Oktober 1931 im Alter von 72 Jahren.